# (34789) 2001 SC2
2001 أس سي 2 (ويعرف أيضًا باسم (34789) 2001 أس سي 2 وفق تسمية الكوكب الصغير) (بالإنجليزية: 2001 SC2)‏ هو كويكب ضمن حزام الكويكبات؛ وترتيبه 34789 من حيث الاكتشاف.
اكتُشف هذا الجُرم الفلكي بواسطة William Kwong Yu Yeung ‏ في 17 سبتمبر 2001.

## وصلات خارجية
- (34789) 2001 SC2 في قاعدة بيانات مختبر الدفع النفاث لأجرام النظام الشمسي الصغيرة

- الاكتشاف · مخطط المدار ·  العناصر المدارية · المعلمات المادية

- (34789) 2001 SC2 على موقع ويكي سكاي: DSS2, SDSS, GALEX, IRAS, Hydrogen α, X-Ray, Astrophoto, Sky Map, Articles and images